# Iona Abbey

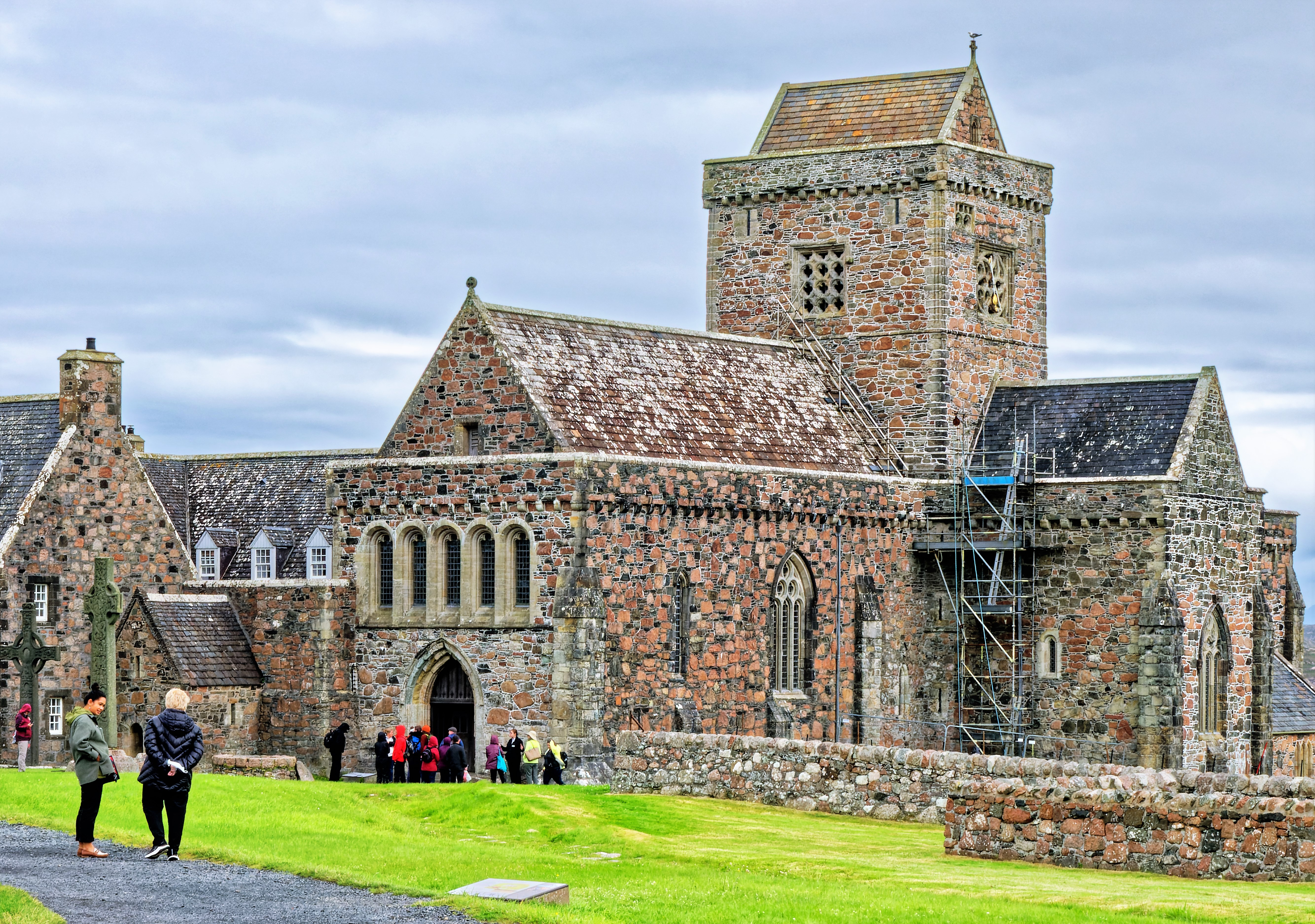
Iona Abbey

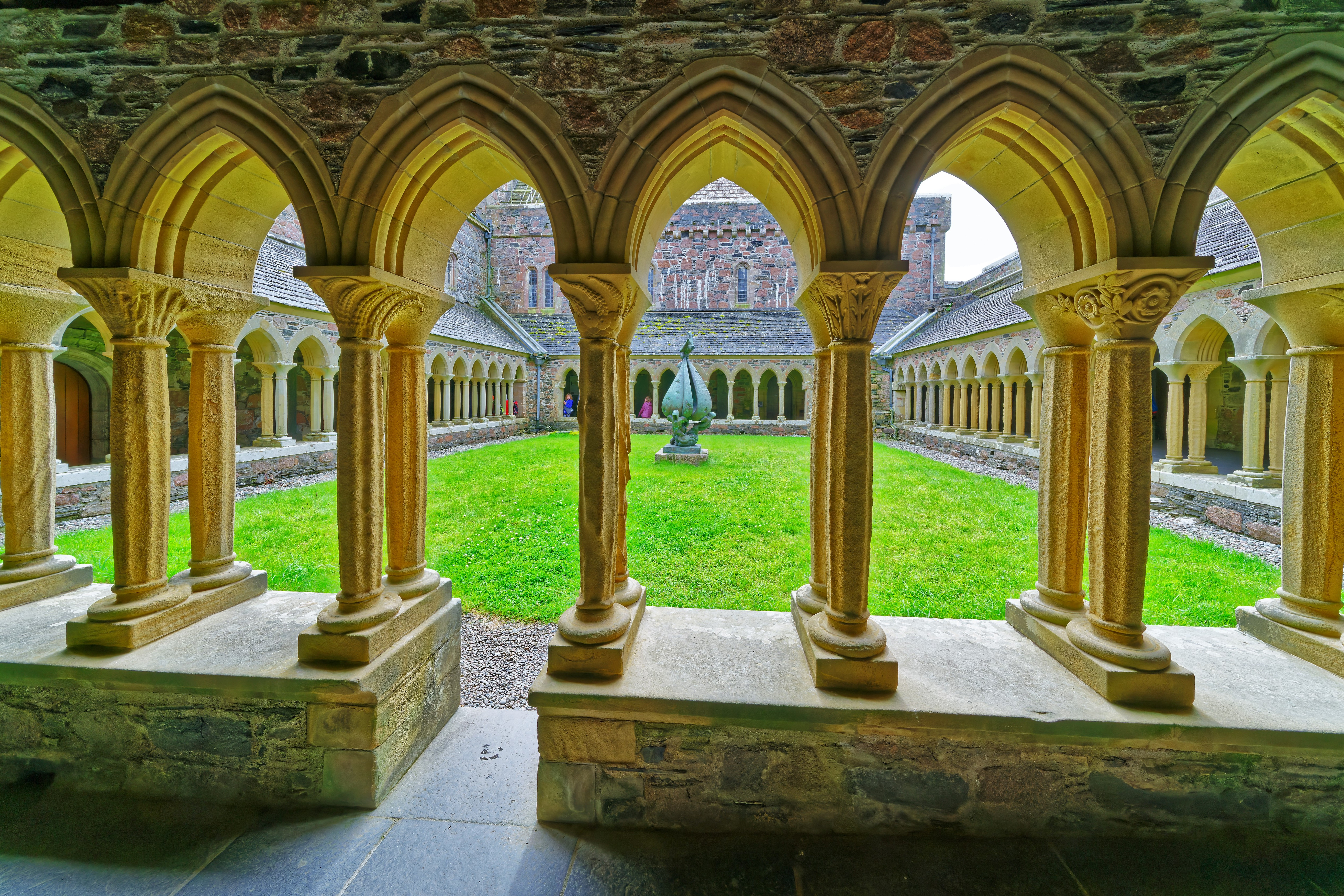
Kreuzgang

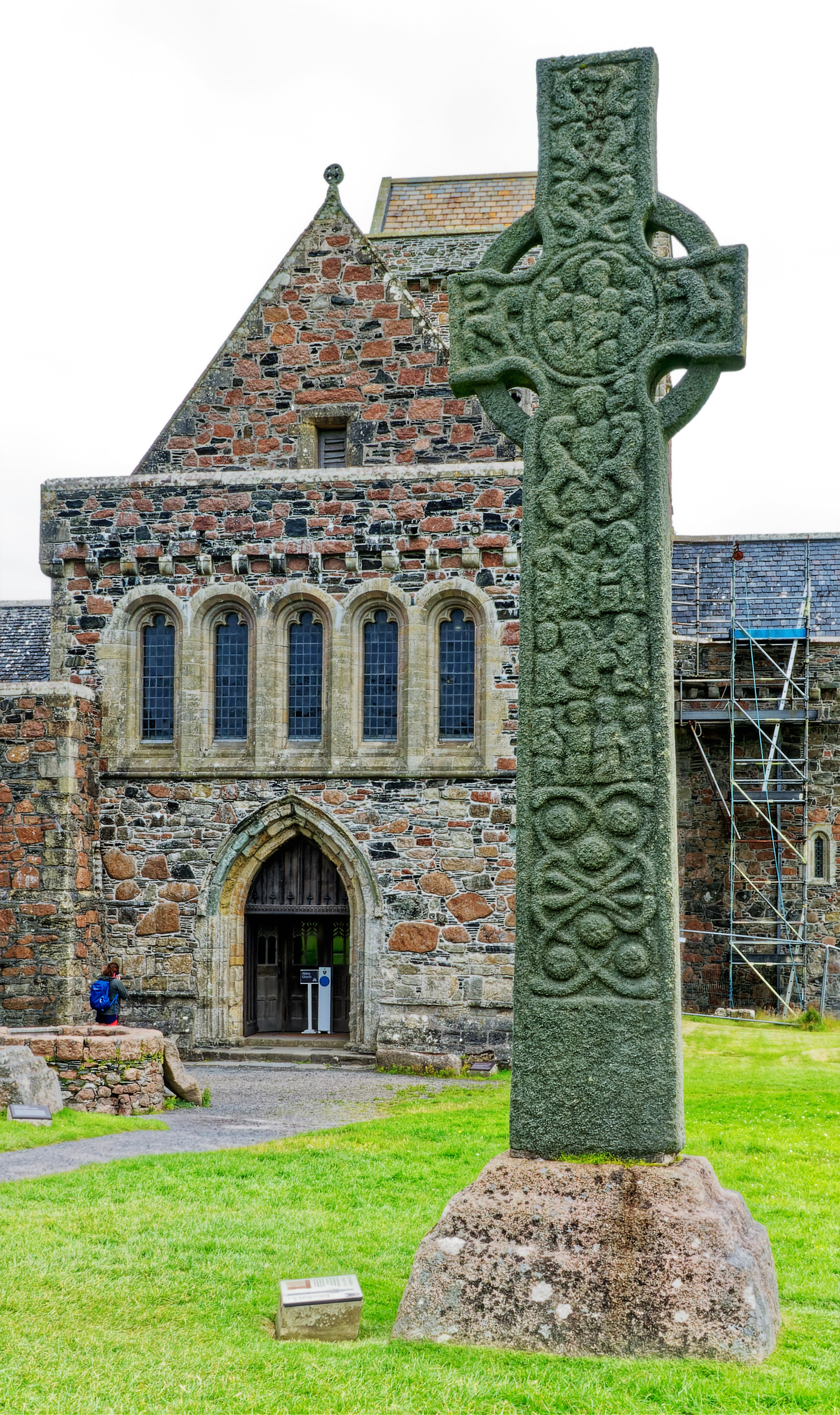
St Martin’s Cross

Die Iona Abbey (deutsch: Kloster Iona) ist eine Klosteranlage auf der schottischen Hebrideninsel Iona. Sie befindet sich an der Ostküste der Insel, die durch einen schmalen Meeresarm von der größeren Nachbarinsel Mull getrennt ist. 1971 wurde die Iona Abbey in die schottischen Denkmallisten in der höchsten Kategorie A aufgenommen. Außerdem ist die Gesamtanlage als Scheduled Monument ausgewiesen. 2019 wurde Iona Abbey von rund 64.000 Personen besucht. 2024 betrug die Besucherzahl etwa 61.000 Personen.
Seit MacAlpin, dem letzten König von Dalriada und ersten König von Schottland, bis zu Macbeth sind bis auf zwei Ausnahmen alle schottischen Könige auf dem Klosterfriedhof beigesetzt. Auch irische Könige und, nach der Christianisierung der Wikinger, verschiedene Wikingerführer ließen sich dort bestatten. In der Literatur finden sich verschiedene Angaben, nach denen bis zu 46 schottische Könige sowie weitere Könige aus Irland, Norwegen und Frankreich auf Iona begraben lägen. Diese Zahlen sind jedoch  skeptisch zu betrachten.

## Geschichte

### Frühe Klosteranlagen
Der Heilige Columban begann im Jahre 563 mit Errichtung eines Klosters auf Iona, das sich in den folgenden Jahrhunderten zu einem der christlichen Zentren Schottlands entwickelte. Diese Anlage ist nicht zu verwechseln mit dem Columban-Kloster auf der Eileach an Naoimh. In den Jahren zwischen 797 und 1069 sah sich das Kloster mehreren Wikingerüberfällen ausgesetzt und wurde teils vollständig zerstört und wiederaufgebaut und schließlich aufgegeben.

### Iona Abbey
Wahrscheinlich wurde im 12. Jahrhundert ein neues Kirchengebäude unweit der ehemaligen Klosteranlage erbaut. Dessen Existenz ist nicht gesichert und wird alleinig aus den Fundamenten des späteren Klosters hergeleitet. Gesichert ist der Bau eines romanischen Kirchengebäudes um das Jahr 1190. Nördlich der Kirche wurden dann neue Klosteranlagen errichtet, deren Existenz aus einer päpstlichen Eintragung aus dem Jahre 1203 hervorgehen. Wahrscheinlich wurde sie nur kurze Zeit zuvor von Benediktinermönchen erbaut. Ungewöhnlich ist, dass sich das Kloster nördlich der Kirche befindet. Wahrscheinlich stellt die Wasserversorgung den Hintergrund dieser seltenen Anordnung dar. Nur wenige Jahre später entstand südlich der Anlage mit der Iona Nunnery ein Nonnenkloster der Augustiner. Weitere Gebäude kamen im 13. Jahrhundert und um 1420 hinzu. Wahrscheinlich um das Jahr 1500 wurde eine umfassende Renovierung vorgenommen, bei welcher auch Durchgänge und Gebäudeteile erweitert wurden. Auch wurden einzelne Teile neu aufgebaut und Verzierungen angebracht. Im Jahre 1507 wurde die Kirche dann zur Kathedrale hochgestuft. 1561 wurde die Anlage auf Geheiß der Synode von Argyll geräumt und aufgegeben.

Das Museum der Abtei
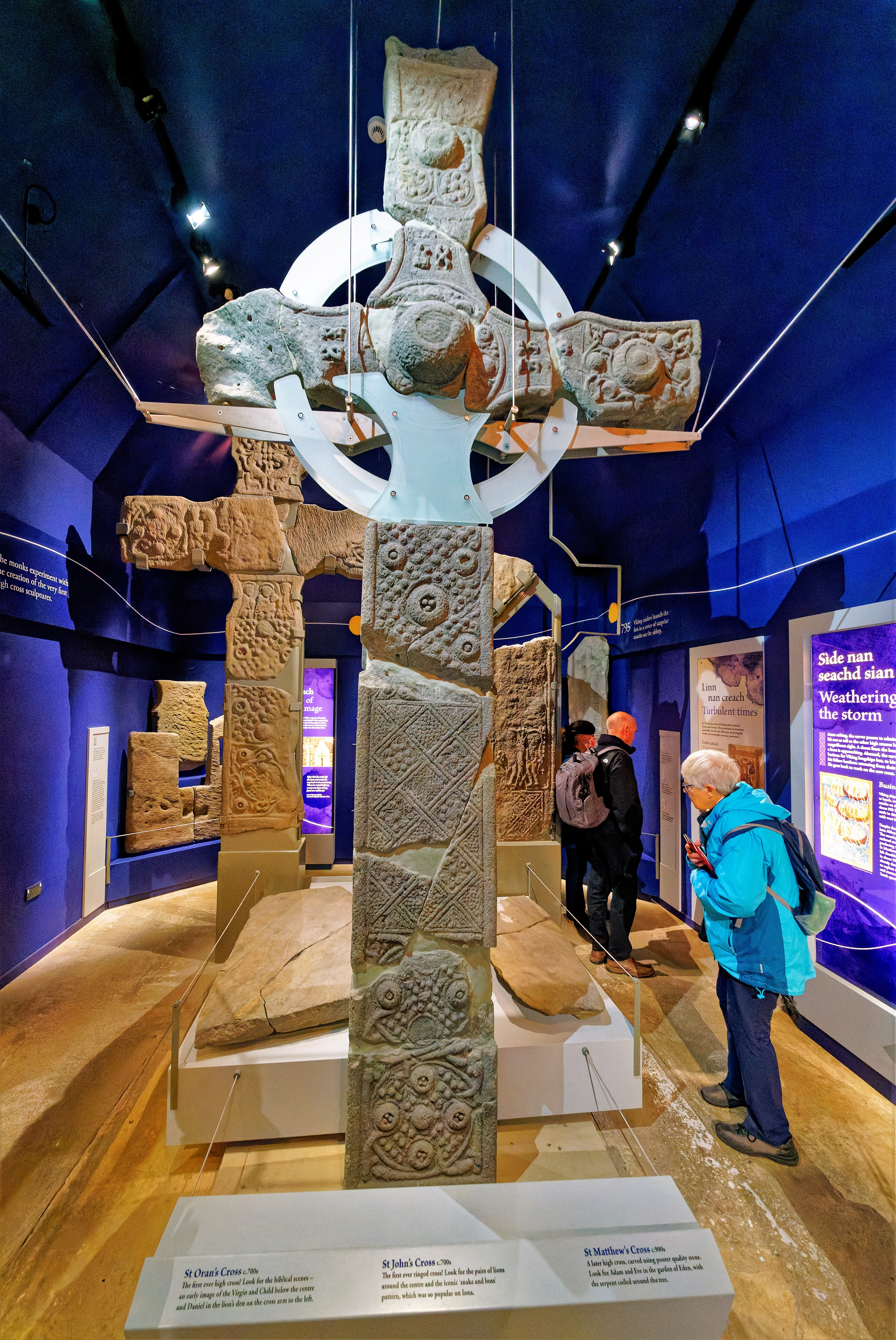
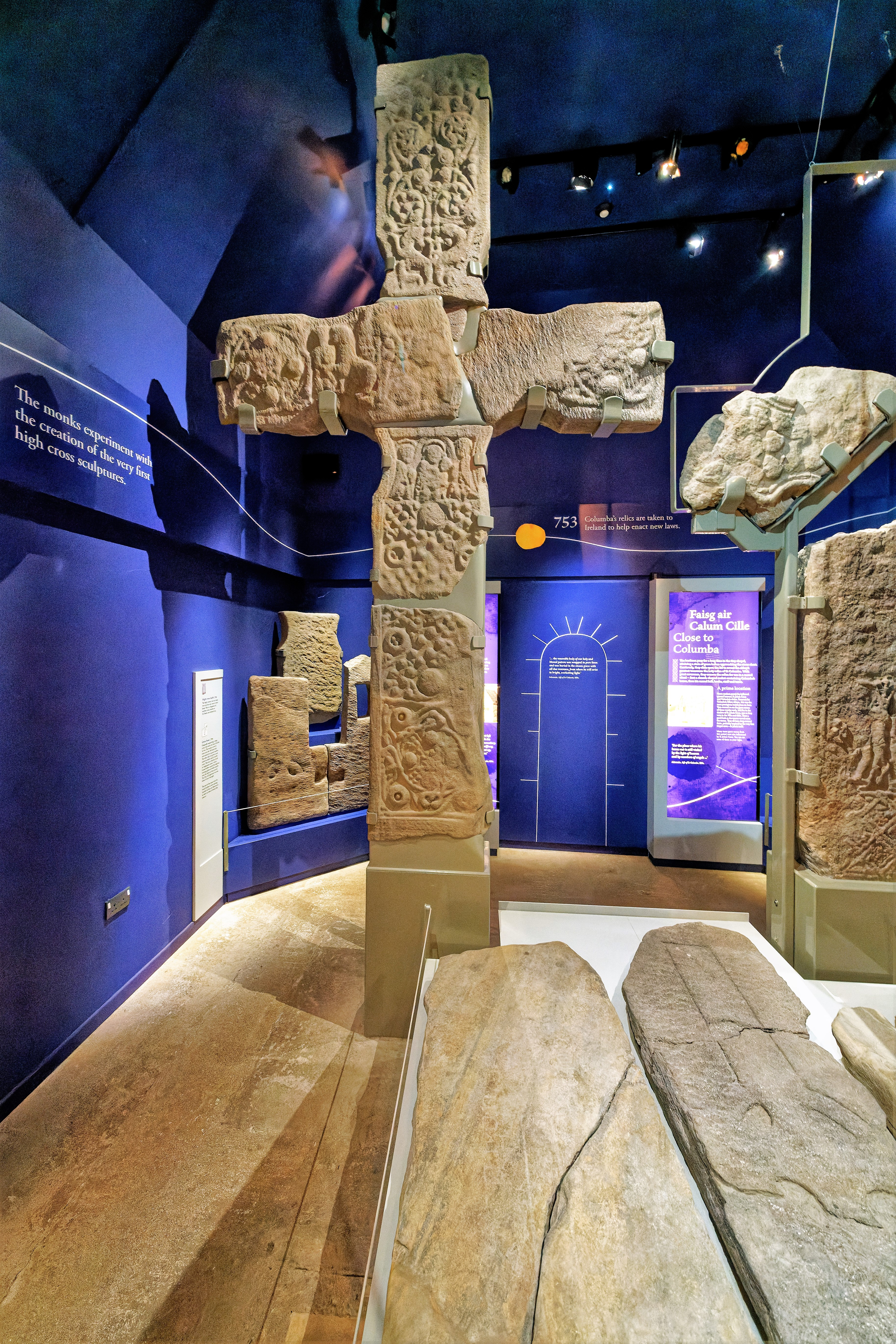
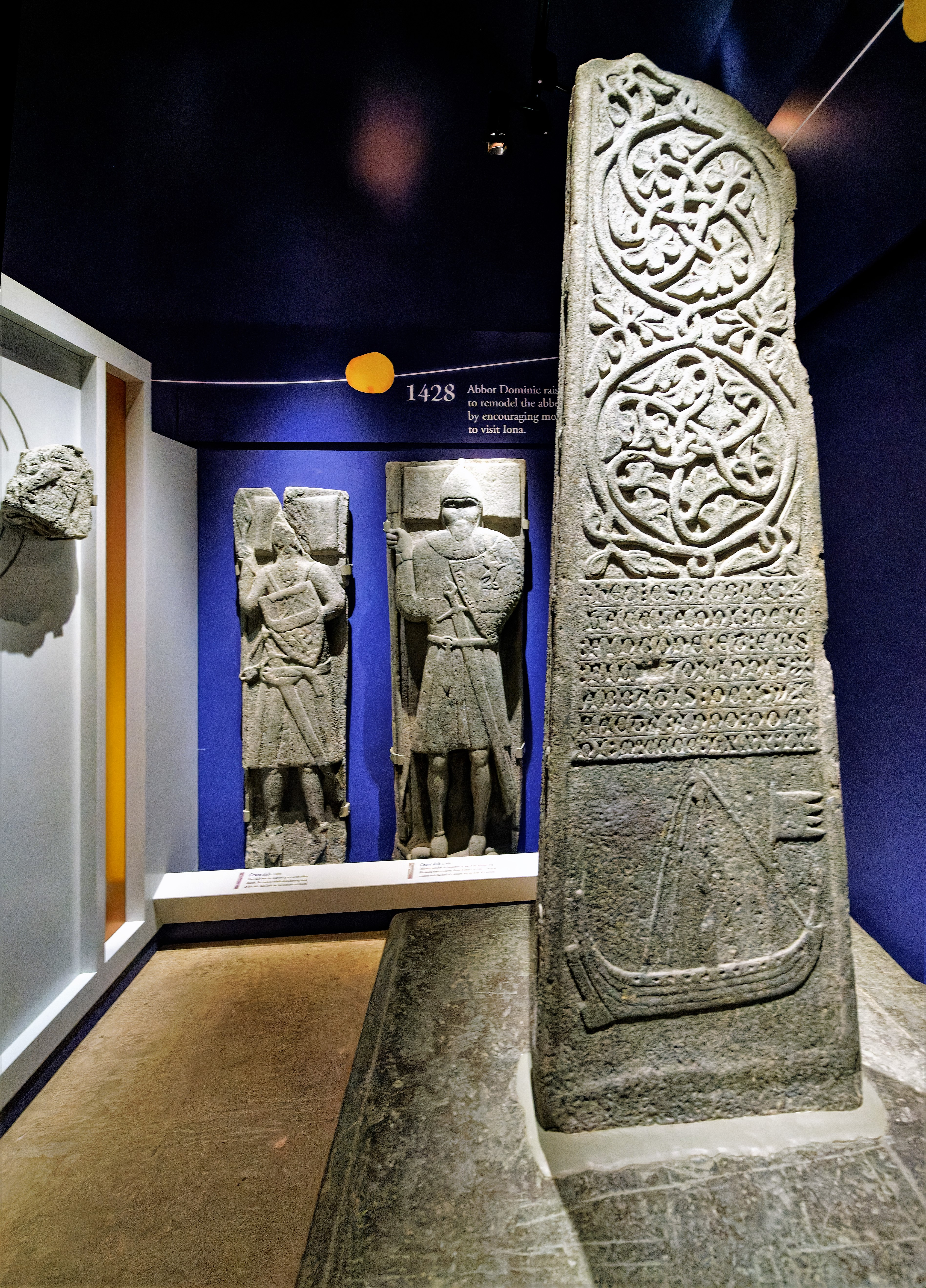
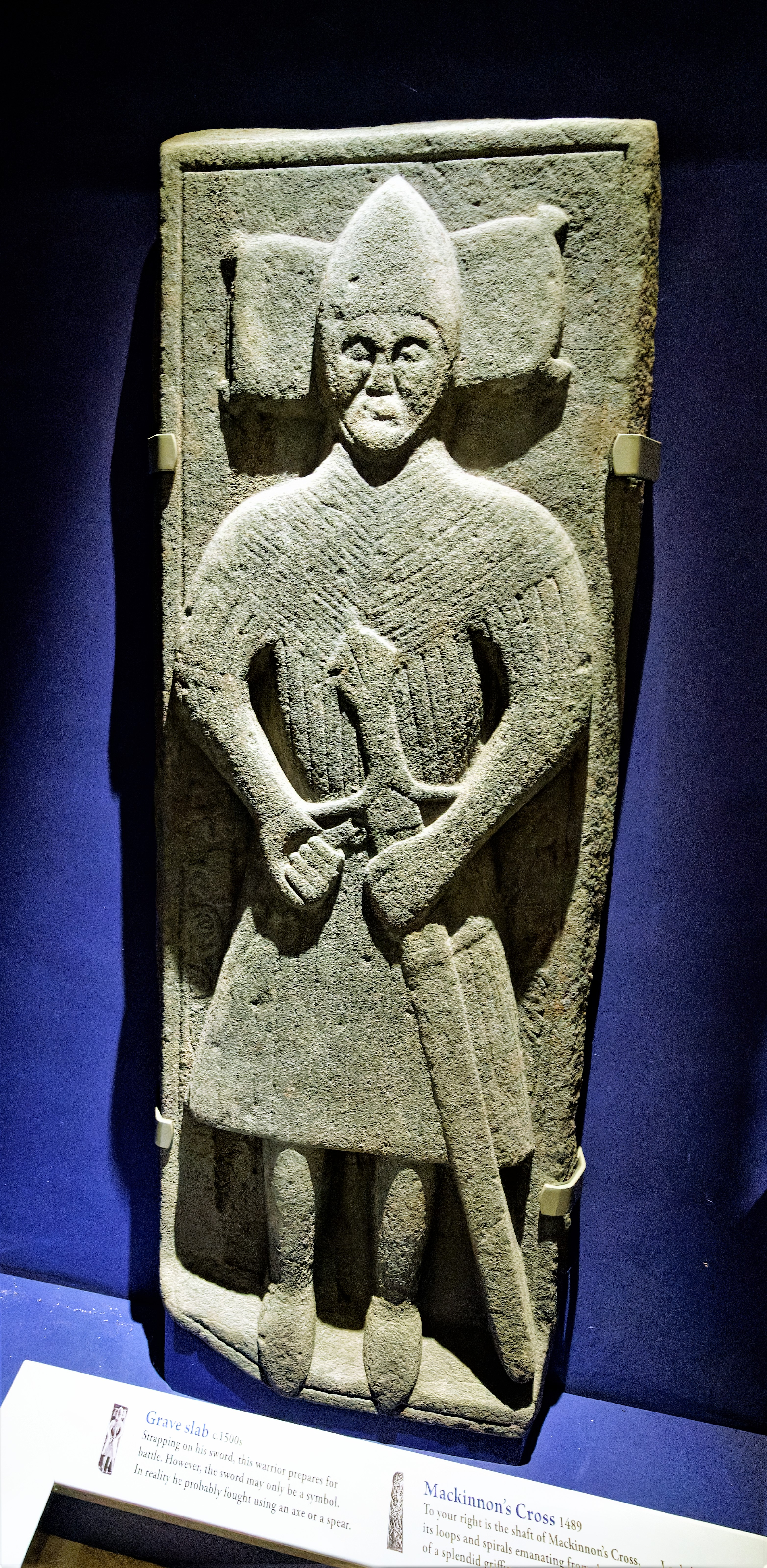

### Wiederaufbau

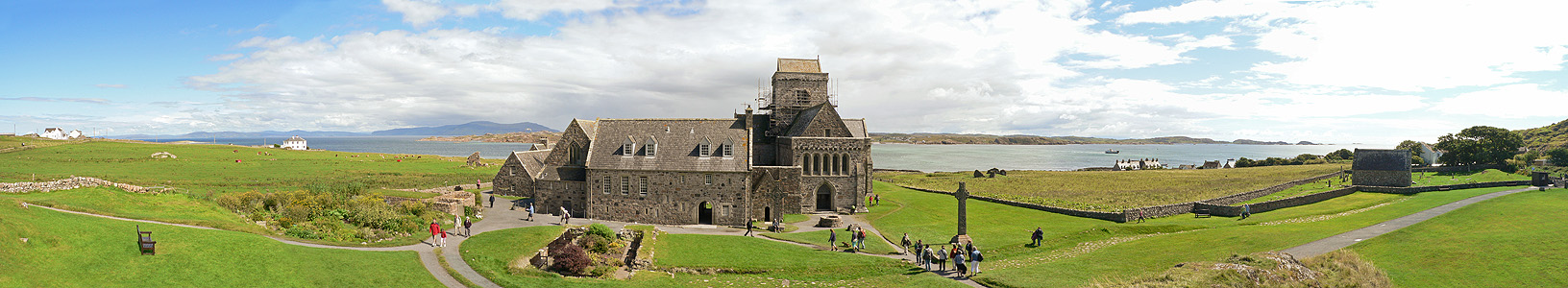
Panoramaansicht; Am rechten Bildrand ist noch die St Oran’s Chapel zu erkennen.

1588 erhielt Hector Maclean of Duart vom Clan MacLean das ehemalige Kloster als Geschenk. Genau hundert Jahre später fiel es dann Archibald Campbell, dem 10. Earl of Argyll, zu. Dessen Nachfahre George Campbell, 8. Duke of Argyll vermachte die Ländereien schließlich 1899 der Church of Scotland. Bis zu diesem Zeitpunkt waren die meisten Gebäude des mittelalterlichen Klosters bereits teilweise verfallen. Zwischen 1902 und 1910 wurde zunächst der Wiederaufbau des Kirchengebäudes veranlasst. Die 1938 entstandene Gemeinschaft der Iona Community begann 1939 mit der Restaurierung der restlichen Anlage.